# 加爾瓦 (愛荷華州)
加爾瓦（英語：Galva）是一個位於美國愛荷華州艾達縣的城市。

## 地理
加爾瓦的座標為42°30′22″N 95°25′05″W / 42.50611°N 95.41806°W，而該地的平均海拔高度為396米（即1299英尺）。

## 人口
根據2010年美國人口普查的數據，加爾瓦的面積為1.84平方千米，當中陸地面積為1.84平方千米，而水域面積為0.00平方千米。當地共有人口434人，而人口密度為每平方千米235人。